# Bobonong
Pour l’article homonyme, voir Bobonong (sous-district du Botswana).
Bobonong, familièrement connue sous le nom de « Bob City », est une ville du Botswana située à l'est du pays, dans le District Central, à 80 km de la ville de Selebi-Phikwe. Bobonong comptait 19 389 habitants lors du recensement de 2011.

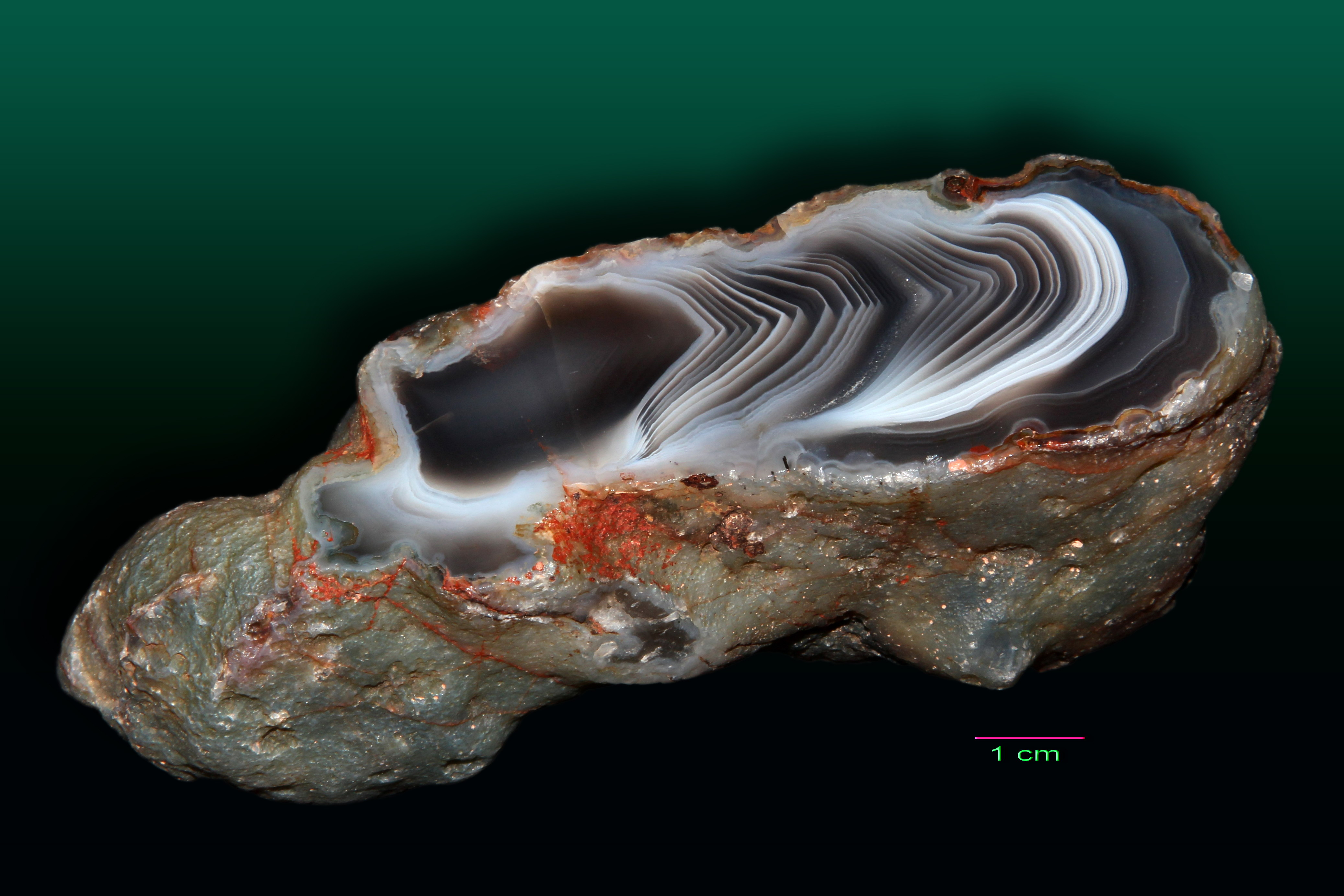
Une agate, de la région de Bobonong.

La tribu de Babirwa habite cette ville et la pierre semi-précieuse Pink du Botswana peut être trouvée dans la région de Bobonong.
Bobonong est le chef-lieu du sous-district de Bobirwa, à une heure de route de la zone de Tul où se trouve la réserve de Mashatu. Les pavillons de chasse de Mashatu et de Tul offrent des hébergements aux touristes.

## Personnalités liées à la localité
- Sheila Tlou (1953-), spécialiste du sida et ministre de la Santé.